# Vybz Kartel
Адиджа Азим Палмер (англ. Adidja Azim Palmer; род. 7 января 1976 года, Кингстон, Ямайка), более известный как Vybz Kartel — ямайский регги- и дэнсхолл-музыкант, автор песен, продюсер и предприниматель.
Был арестован в 2011 году по обвинению в хранении марихуаны. Позже обвинён в убийстве и осуждён на пожизненный срок. Был освобождён в 2024 году после пересмотра дела.

## Биография
Адиджа Палмер начал карьеру ещё будучи подростком. В 1993 году он выпустил свой первый трек «Love Fat Woman». В то время он использовал псевдоним Adi Banton, подражая музыканту Buju Banton. Позже стал участником трио Vybz Cartel, а когда группа распалась, взял себе это имя, слегка видоизменив. Сотрудничал с музыкантом Bounty Killer, для которого писал тексты.
Стал приобретать известность на острове в 2003 году, после серии хитов. В этом же году у Vybz Kartel произошёл конфликт с музыкантом Ninjaman. На ежегодном дэнсхолл-фестивале Sting, во время выступления Ninjaman, Vybz Kartel поднялся на сцену и устроил драку с музыкантом.
Издавал свои записи на британском лейбле Greensleeves Records. Позже основал собственный лейбл Adidjahiem/Notnice Records совместно со своим деловым партнёром и продюсером Эйнсли «Notnice» Моррисом. В 2006 году ушёл из объединения дэнсхолл-исполнителей Alliance, которое возглавлял Bounty Killer. Организовал своё объединение музыкантов под названием Portmore Empire. Между бывшими коллегами по музыкальному объединению началась война диссов. Вражда между Vybz Kartel и Mavado продолжалась несколько лет. Дошло до уличных столкновений между фанатами и драк в школах. В ситуацию пришлось вмешаться премьер-министру страны Брюсу Голдингу, а наркобарон Кристофер «Дудус» Коук устроил обоим музыкантам совместный концерт. В декабре 2009 года Vybz Kartel и Mavado выпустили заявление, где объявили о прекращении вражды.
Vybz Kartel занялся бизнесом. Производил ром, презервативы, обувь, мыло. Сотрудничал с американским бизнесменом Кори Тоддом, который в 2008 году купил в Кингстоне ночной дэнсхолл-клуб. В клубе еженедельно проводилось мероприятие под названием Street Vybz Thursday. Позже они купили ещё и клуб в Портморе.
Широкий международный успех к Vybz Kartel пришёл в 2009, когда его совместная с дэнсхолл-исполнительницей Spice песня «Romping Shop» попала в американский чарт Billboard. Следом на американские радиостанции попал его «Dollar Sign». В 2010 году международным успехом стал его сингл «Clarks», который возродил интерес к обуви этого бренда, особенно на Ямайке, где цены на неё резко выросли.
У Vybz Kartel было собственное реалити-шоу «Teacha’s Pet», которое шло на ямайском телевидении. В программе 20 женщин, живущих в одном доме в Кингстоне, сражались за сердце музыканта. Программа была отменена, когда Vybz Kartel попал в тюрьму.
Vybz Kartel был арестован 29 сентября 2011 года в отеле в Кингстоне, где проходили съёмки реалити-шоу. Первоначально он был арестован за хранение марихуаны. Во время обыска у него было найдено незарегистрированное оружие. Несколько дней спустя ему было предъявлено обвинение в заказе убийства промоутера Баррингтона Бёртона в июле 2011 года. По этому делу певец был оправдан присяжными. Музыканту было предъявлено новое обвинение уже в убийстве Клайва Уильямса. Полиция обвинила Vybz Kartel и его друзей в том, что они избили Уильямса до смерти в споре из-за ворованных пистолетов. 3 апреля 2014 года Vybz Kartel был приговорён к пожизненному заключению с возможностью просить условно-досрочное освобождение через 35 лет. Музыкант себя виновным не признал.
В тюрьме певец написал книгу «Голос ямайского гетто» (англ. The Voice of the Jamaican Ghetto). Несмотря на арест от имени Vybz Kartel продолжили в большом количестве выходить новые треки и альбомы. Стали ходить слухи, что певец записывается прямо в тюрьме, но сам музыкант опроверг их через своего адвоката. Он сообщил, что продюсеры издают записанный ранее материал. Тем не менее, некоторые новые треки содержат отсылки на события, которые произошли уже после его ареста.
В марте 2024 года дело рассматривал Тайный совет Великобритании, как последняя апелляционная инстанция. Тайный совет отменил первоначальный обвинительный приговор, так как он был вынесен с нарушениями. Один из присяжных тогда был уличён в том, что предлагал взятки другим присяжным, но при этом ему было разрешено продолжить работу в составе жюри. Апелляционный суд Ямайки, который должен был назначить новое разбирательство, отказался это делать. 31 июля 2024 года Vybz Kartel и несколько его друзей, которые проходили по этому же делу, были освобождены. Одной из причин в отказе разбирать дело заново суд назвал слабое здоровье музыканта.

## Влияние
Vybz Kartel оказывал и продолжает оказывать влияние музыкальную сцену, причём не только ямайскую. Стали известными, работавшие с ним Popcaan, Spice, Shenseea. Vybz Kartel работал с Рианной над её дебютным альбомом Music of the Sun. Дипло пригласил его для записи композиции «Pon de Floor» для своего проекта Major Lazer. Канадский рэпер Дрейк называл Vybz Kartel одним из своих «самых больших вдохновений», а PartyNextDoor цитирует Vybz Kartel в своих песнях. Американская девчачья поп-группа Fifth Harmony записала кавер на Vybz Kartel на своём втором альбоме. Мик Джаггер называет Vybz Kartel одним из своих любимых рэперов.

## Дискография
- Up 2 Di Time (2003)
- Timeless (2004)
- More Up 2 Di Time (2004)
- J.M.T. (2005)
- The Teacher’s Back (2008)
- Most Wanted (2009)
- Pon Di Gaza 2.0 (2010)
- Kingston Story (2011)
- The Voice of the Jamaican Ghetto (2013)
- Kartel Forever: Trilogy (2013)
- Reggae Love Songs (2014)
- Viking (Vybz Is King) (2015)
- King of the Dancehall (2016)
- To Tanesha (2020)
- Of Dons & Divas (2020)
- Born Fi Dis (Prelude) (2021)
- Dancehall Generals (2023)
- First Week Out (2024)